# Aeroportul Churchill Falls
Aeroportul Churchill Falls (IATA: ZUM, ICAO: CZUM) este un aeroport din Churchill Falls⁠(d), Newfoundland și Labrador, Canada.
Situat la o altitudine de 440 m, aeroportul dispune de o singură pistă.